# ساز سنتی ژئومونگو
ژئومونگو ،  نام دیگرش هیونگئوم  یک ساز سنتی کره‌ای با مضراب و سنتور است که هم دارای خرک و هم دارای پرده است. ژئومونگو یک ساز زهی نمونه است که پیش از قرن پنجم در امپراتوری گوگوریو اختراع گشته است.  پژوهشگران معتقدند که این عنوان به امپراتوری گوگوریو اشاره دارد و در فارسی «زیتر گوگوریو» ترجمه می‌شود یا اینکه به رنگ آن اشاره دارد و به «زیتر درنای سیاه» (هیون هاک گئوم ، 현학금 /玄鶴琴) ترجمه می‌شود.
جایگاه ژئومونگو در فرهنگ کره که به طور سنتی ابزاری برای خودسازی پژوهشگران است، بسیار به کاری که چینی‌های باستان با گوچین در چین انجام می‌دادند، شباهت دارد.  با این وجود، کره‌ای‌ها هیچوقت گوچین را به عنوان یک ساز فولکلور نپذیرفتند،در مقابل، دانش کنفوسیوسی و ادبی گوچین را به طور کامل به ارث بردند و آن را در دانش ژئومونگو خود به کار گرفتند.

## تاریخچه

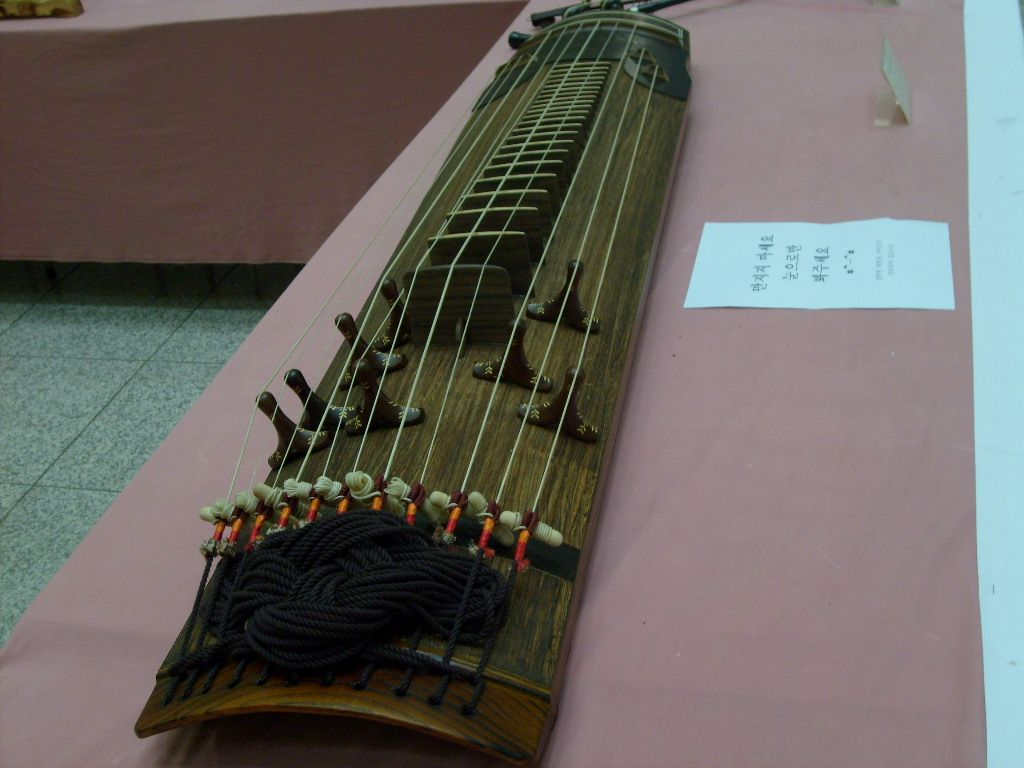
یک ژئومونگو مدرن یازده سیمی

ساز گئومونگو حدود قرن چهارم (به مقبره آناک شماره ۳ در زیر مراجعه کنید) تا قرن هفتم از امپراتوری گوگوریو، سرچشمه گرفته است، اگرچه می‌توان ریشه این ساز را به قرن چهارم نسبت داد. 
بر اساس سامگوک ساگی (وقایع سه پادشاهی) که در سال ۱۱۴۵ نگاشته گشته است، ژئومونگو در قرن ششم توسط نخست وزیر وانگ سان-آک با مرمت شکل ساز باستانی چینی گوکین ( گوگئوم که چیل‌هیونگوم نیز عنوان می‌شود، به معنای واقعی واژه "زیتر هفت سیم") ابداع گشت. پس از مرگ او، این ساز به اوک بوگو، سون میونگ-دئوک، گوی گئوم، آن جانگ، چئونگ جانگ و گئوک جونگ رسید و در سراسر امپراتوری گوگوریو به طور گسترده مورد استفاده قرار گرفت.ولی، مرکز ملی گوگاک کره این فرضیه را تفسیر می‌کند که ژئومونگو از یک ساز موسیقی سنتی گوگوریو پیش از معرفی گوچین سرچشمه گرفته باشد.  در همین حال، محققان ژاپنی مدعی است که جدِ ژئومونگو، وو کونگو (卧箜篌)، یک ساز پل پرده‌دار بوده که حداقل از زمان دودمان هان غربی در چین مورد بهره برداری قرار می‌گرفته است، و دیدگاه در مورد جدِ ژئومونگو هنوز هم در بین محققان شرق آسیا مورد مناقشه است.  کهن الگوی این ساز در آرامگاه های گوگوریو نقاشی شده است. آنها در آرامگاه مویونگچونگ و مقبره شماره 3 آناک کشف شده‌اند. 

## ساخت و ساز
ژئومونگو تقریباً ۱۶۲ است طول و ۲۳ سانتی‌متر سانتی‌متر عرض (۶۳.۷۵ اینچ طول، ۹ اینچ عرض) دارد و دارای پل‌های متحرکی به نام آنجوک و ۱۶ پرده به نام گوائه (از چپ به راست از ۱ تا ۱۶ شماره‌گذاری شده‌اند) است. این ساز دارای بدنه ای تو خالی است که صفحه جلویی ساز از چوب پالونیا و صفحه پشتی آن از الوار شاه بلوط سخت ابداع گشته است. شش سیم آن که از ابریشم تابیده ساخته شده‌اند، از صفحه پشتی آن رد  شده‌اند. پیک از چوب بامبو به اندازه مداد معمولی خانگیاختراع گشته است. حوالی خرک، قسمتی پوشیده از چرم به عنوان دایمو وجود دارد که سطح ساز را از برخورد چوب سولدائه مراقبت می‌کند.
عناوین شش سیم (از نزدیک‌ترین سیم به نوازنده به سمت بیرون) مون‌هیون، یوه‌هیون، دائه‌هی‌یئون، گواسانگ‌چئونگ است. و به ترتیب از 1 تا 6 شماره گذاری شده اند (یا 文、方、大、上、中、下 در شکل تابلا). سیم‌های ۲ تا ۴ از روی فرت ۱ عبور می‌کنند و روی فرت‌ها قرار می‌گیرند، در حالی که سیم‌های ۱، ۵ و ۶ توسط خرک‌های آنجوک پشتیبانی می‌شوند. سیم‌های ۲ و ۳ برای نواختن نت‌های استاپد استفاده می‌شوند و بقیه سیم‌ها به صورت باز یا بم نواخته می‌شوند (حتی سیم ۴ که بالای پرده‌ها قرار دارد، هرچند گاهی اوقات در برخی قطعات به صورت استاپد نواخته می‌شود). ضخامت سیم‌ها به ترتیب نیست: معمولاً ضخیم‌ترین سیم، دائه‌هیون است و پس از آن مون‌هیون و موهیون قرار دارند. یوهیو معمولاً نازک‌ترین سیم است و پس از آن گوائسانگچئونگ و گوائهچئونگ قرار دارند، هرچند برخی گوائسانگچئونگ را نازک‌ترین سیم می‌دانند و پس از آن یوهیون قرار می‌گیرد.
ژئومونگوی مدرنیزه شده(امروزی)، تعداد سیم‌ها را به ۱۱ افزایش داده که از نایلون درست شده اند. مانند نسخه سنتی، سه سیم روی فرت‌ها قرار دارند و باقی سیم‌ها باز هستند. اما نسخه سنتی ژىومونگو شش سیم دارد که سه تای آنها روی پرده‌ها قرار دارد.
اخیراً، ژئومونگوی شش سیمه سنتی با ظهور ژئومونگوی الکترونیکی (전자 거문고) تغییرات بسیاری کرده است. این ساز با آرشه هوالده (활대 거문고) نواخته می گشته است، مثل نواختن آجانگ )،  و برخی نسخه‌ها سیم‌های بیشتری دارند. وو کونگو چینی ۷ سیم دارد با این وجود که ژئومونگوی سنتی تنها ۶ سیم دارد.
در شکوفایی فرهنگ، علاوه بر هنرمندان حافظ میراث فرهنگی که میراث‌دار آداب و رسوم فرهنگی حاکنیت هستند، هنرمندانی نیز وجود دارند که فرهنگ سنتی ملت را تغییر داده و مدرن می‌کنند.

## روش اجرا
ژئومونگو معمولاً در حالت نشسته روی زمین نواخته می‌شود. سیم‌ها با یک مضراب کوتاه از جنس چوب بامبو موسوم به سول‌دائه نواخته می‌شوند. که میان انگشتان اشاره و میانی دست راست نگه داشته می‌شود، با این وجود که دست چپ با کشیدن یا هل دادن سیم‌ها (عمدتاً سیم‌های ۲ و ۳) برای تولید زیر و بمی‌های گوناگون با به کار گیری از انگشت شست و چهار انگشت اول فشار می‌آورد. انگشت حلقه دست چپ معمولاً یک انگشت چرمی (به نام گلمو ) می‌پوشد تا مانند اهرم عمل کند، زیرا سیم‌ها بالاتر از پرده‌ها قرار دارند و فشار دادن محکم آنها روی پرده‌ها سخت است. نوازنده قادر است در حین نواختن مضراب از چوب به جهت ضربه زدن به محافظ چرمی دایمو بهره ببرد تاجلوه‌های کوبه‌ای ایجاد کند. 
عادی‌ترین کوک سیم‌های باز به جهت نواختن موسیقی درباری سنتی کره (از سیم نزدیک به نوازنده به جهت بیرون) به شکل Eb، Ab، Db، Bb، Bb و Bb یک اکتاو پایین‌تر از آوای اصلی است. برای موسیقی سنجو و فولک، سیم Eb تا فا بالا می‌رود (به‌علاوه، امکان دارد که همگی سیم‌ها یک ماژور بالاتر برده شوند). این ساز در موسیقی سنتی درباری کره و سبک‌های فولک سانجو و سیناوی نواخته می‌شود. 
به دلیل آوای کوبه‌ای خاص و شیوه نواختن پرانرژی‌اش، این ساز در مقایسه با گای‌آگوم ۱۲ سیمی یا ۲۴ سیمی (یکی دیگر از سنتورهای کره‌ای) «مردانه‌تر» به دید میرسد؛ با این وجود، هر دو ساز توسط نوازندگان مرد و زن به کار گرفته و نواخته میشوند.
ژئومونگو طیف بزرگی از آواهای قابل پخش و همچنین طیف بزرگی از ترانه ها را دارد.
از لحاظ تاریخی، سیستم نت‌نویسی ژئومونگو مشابه ساختار نت‌نویسی جیانزیپوی هفت سیمی چینی گوچین بود، با این وجود این سیستم با نت‌نویسی مدرن جایگزین شده است.
جین هی کیم ، نوازنده و آهنگساز ژئومونگو ، زاده کره و ساکن آمریکا، علاوه بر ساز معمولی، یک ژئومونگوی برقی اختصاصی نیز به کار گرفته و می نوازند. 
یک ژئومونگو در موزیک ویدیوی گروه کی-پاپ کره‌ای بلک‌پینک با عنوان « زهر صورتی » وجود داشت که جیسو در اول ویدیو آن را استفاده کرد و نواخت. 

## همچنین ببینید
- موسیقی کره‌ای
- آلات موسیقی سنتی کره

## پیوندهای خارجی
- پادکست انجمن کره: بازآفرینی موسیقی سنتی کره - اجرای گئومونگو، بایگانی‌شده  در مارس ۴, ۲۰۱۶ توسط Wayback Machine